# Lignes ferroviaires françaises désaffectées ou disparues
Pour un article plus général, voir Fermetures de lignes ferroviaires en France.
Cet article a pour objectif de recenser les anciennes lignes ferroviaires situées sur le territoire français, existantes désaffectées et celles totalement disparues. Ces lignes ferroviaires françaises hors service, que ce soit pour le trafic voyageurs ou fret, et pour tout ou partie de leur longueur, font l'objet de la liste qui suit.
Toutes les lignes hors service sont retenues, quel que soit leur état, que l'infrastructure soit intacte ou qu'elle ait complètement disparu, ou que les emprises ferroviaires servent aujourd'hui à d'autres usages (en particulier, voies publiques, pistes cyclables).

## Auvergne-Rhône-Alpes

### Auvergne

#### Voie normale
- Ligne de Beaumont-Loriat à Saint-Flour
- Ligne de Bonson à Sembadel
- Ligne de Brives-Charensac au Monastier (ligne transcévenole, inachevée)
- Ligne de Champillet - Urciers à Lavaufranche
- Ligne de Châteauroux à La Ville-Gozet
- Ligne de Clermont-Ferrand à Saint-Just-sur-Loire : tronçon de Boën à Thiers fermé depuis 2016
- Ligne d'Eygurande - Merlines à Clermont-Ferrand : fermée d'Eygurande - Merlines à Laqueuille, ouverte fret de Laqueuille à Clermont, desserte voyageurs limitée à Clermont-Ferrand-Volvic.
- Ligne de Lapeyrouse à Volvic
- Ligne de Laqueuille au Mont-Dore : exploitée fret de Laqueuille à La Bourboule pour la desserte d'une usine, fermée à tous trafics de La Bourboule au Mont-Dore.
- Ligne du Palais à Eygurande - Merlines : fermée d'Eygurande - Merlines à Ussel. Exploitée TER d'Ussel au Palais.
- Ligne du Puy à Langogne : Voie verte de Brives-Charensac à Costaros. Vélorail de Landos à Langogne.
- Ligne de Montluçon à Gouttières : Voie verte sur le tronçon de Montluçon à Néris-les-Bains (6 km).
- Ligne de Montluçon à Moulins
- Ligne de Vichy à Ambert, tronçon de la Ligne de Saint-Germain-des-Fossés à Darsac

#### Voie métrique
- Réseau ferré secondaire de l'Allier
- Chemins de fer départementaux de la Loire
- Société des Chemins de fer du Centre

### Rhône-Alpes
- Chemin de fer de l'Est de Lyon (Ligne Lyon-Part-Dieu - Montalieu-Vercieu)
- Ligne d'Andelot-en-Montagne à La Cluse La section d'Oyonnax à Saint-Claude est fermée. Le reste de la ligne est exploité.
- Ligne d'Annecy à Albertville (déclassée et déposée entre Annecy et Ugine). Voie verte du lac d'Annecy d'Annecy à Ugine.
- Ligne d'Ambérieu à Montalieu-Vercieu (partiellement déclassée et déposée)
- Ligne de Belleville à Beaujeu (voie verte).
- Ligne de Chalon-sur-Saône à Bourg-en-Bresse
- Ligne de Firminy à Saint-Rambert-d'Albon via Dunières et Peyraud (« Vélorail du Velay » de Dunières à Saint-Pal, voie verte Via Fluvia de Bourg-Argental à Dunières en projet de au Peyraud)
- Ligne de Saint-Rambert-d'Albon à Rives via Beaurepaire
- Ligne de Lyon-Croix-Rousse à Trévoux
- Ligne Nyon – Crassier – Divonne
- Ligne de Pierrelatte à Nyons
- Ligne du Pouzin à Privas (voie verte en construction en 2022)
- Ligne de Pressins à Virieu-le-Grand
- Ligne de Saint-Étienne à Andrézieux
- Ligne de Saint-Sernin à Largentière (voie verte)
- Ligne du Teil à Alès (section Villeneuve-de-Berg-Robiac).
- Ligne de Vogüé à Lalevade Voie verte en construction (sections existantes en 2022)

#### Voie métrique
- Chemin de fer du Beaujolais
- Ligne de Montélimar à Dieulefit
- Chemin de fer Taulignan-Grignan-Chamaret
- Ligne d'Orange à Buis-les-Baronnies (parties reconverties en routes)
- Ligne de Villefranche-sur-Saône à Monsols (48km, réseau du Chemin de fer du Beaujolais)
- Ligne de Villefranche-sur-Saône à Tarare (44km, réseau du Chemin de fer du Beaujolais)
- Réseau des Tramways de l'Ain
- Réseau de Fourvière Ouest lyonnais
- Ligne de Messimy à Saint-Symphorien-sur-Coise (Chemins de fer départementaux de Rhône et Loire)
- Ligne de Viricelles - Chazelles-sur-Lyon à Saint-Symphorien-sur-Coise (tramways électriques de Viricelles-Chazelles à St Symphorien-sur-Coise et extensions)
- Ligne du Champsaur (de La Mure à Gap)
- CEN Réseau de la Haute-Savoie (d'Annemasse à Sixt)
- Tramway d'Annecy à Thônes
- Tramway de Grenoble à Chapareillan
- Tramway de Grenoble à Villard-de-Lans
- Tramways de l'Ouest du Dauphiné
- Chemin de fer de Voiron à Saint-Béron
- Ligne de Jarrie au Bourg-d'Oisans
- CFD Réseau du Vivarais (trains touristiques chemin de fer du Vivarais, Velay Express et voies vertes Via Fluvia et Dolce Via)
- Tramways de l'Ardèche

## Bourgogne-Franche-Comté

### Bourgogne

#### Voie normale
- Ligne d'Auxerre-Saint-Gervais à Gien (entre Auxerre et Toucy - Moulins, et entre Saint-Fargeau et Arrabloy)
- Ligne d'Avallon à Nuits-sous-Ravières
- Ligne de Beaune à Saint-Loup-de-la-Salle
- Ligne de Bricon à Châtillon-sur-Seine (ouverte au fret entre Bricon et Veuxhaulles-sur-Aube et entre Brion-sur-Ource et Châtillon-sur-Seine)
- Ligne de Clamecy à Gilly-sur-Loire (pour la partie de Gilly-sur-Loire à Cercy-la-Tour)
- Ligne de Chagny à Dole-Ville (partiellement ouverte au fret)
- Ligne de Chalon-sur-Saône à Bourg-en-Bresse
- Ligne de Cluny à Chalon-sur-Saône (Voie verte[1])
- Ligne de Coolus à Sens (ouverte au fret entre Coolus et Charmont-sous-Barbuise, reste la ligne neutralisée ou déferrée. Création d'une voie verte envisagée de Sens à Troyes[2]
- Ligne du Coteau à Montchanin pour la partie du Coteau à Paray-le-Monial (voie verte de 40 km de Pouilly-sous-Charlieu à Saint-Yan, voie inutilisée de 18 km du Coteau à Pouilly-sous-Charlieu)
- Ligne de Cravant - Bazarnes à Dracy-Saint-Loup exploitée de Cravant-Bazarnes à Avallon. Voie verte à l'étude d'Avallon à Dracy-Saint-Loup (vers Autun)[3].
- Ligne de Dijon-Ville à Épinac
- Ligne d'Épinac à Pouillenay
  - Ligne d'Épinac à Pont d'Ouche (précurseur d'Épinac à Pouillenay)
- Ligne d'Étiveau à Montchanin
- ligne d'Étang à Santenay (via Autun) (partie d'Étang à Autun neutralisée, partie de Dracy-Saint-Loup à Santenay déclassée comprenant une voie verte). Voie verte à l'étude d'Autun à Dracy-Saint-Loup[3]
- Ligne de Gray à Saint-Jean-de-Losne (ouverte au fret uniquement de Gray à Villers-les-Pots)).
- Ligne de Montargis à Sens
- Ligne de Moulins à Mâcon exploitée de Moulins à Paray-le-Monial, déclassée de Paray-le-Monial à Mâcon comprenant la voie verte du Val Lamartinien de Cluny à Mâcon[1].
- Ligne de Poinson - Beneuvre à Langres
- Ligne de Pouilly-sous-Charlieu à Clermain. Voie verte de Pouilly-sous-Charlieu à Charlieu (5 km).
- Ligne de Saint-Florentin - Vergigny à Monéteau - Gurgy
- Ligne de Saint-Julien (Troyes) à Saint-Florentin - Vergigny (partiellement ouverte au fret)
- Ligne de Saint-Julien (Troyes) à Gray (partiellement ouverte au fret)
- Ligne de Triguères à Surgy

#### Voie métrique
- Ligne de Joigny à Toucy
- Chemins de fer départementaux de la Côte-d'Or
- Réseau de la Nièvre
- Compagnie des chemins de fer d'intérêt local de Saône-et-Loire
- CFD Réseau de l'Yonne

### Franche-Comté

#### Voie normale
- Ligne d'Aillevillers à Plombières-les-Bains
- Ligne d'Aillevillers à Port-d'Atelier-Amance
- Ligne de Besançon-Viotte à Vesoul (ouverte entre Besançon-Viotte et Besançon Franche-Comté TGV) Voie verte le Chemin vert de Vesoul à Loulans (30 km)
- Ligne de Chagny à Dole-Ville (partiellement ouverte au fret)
- Ligne de Champagnole à Lons-le-Saunier « La voie du tacot » 2 tronçons de voie verte (18 km)[4]
- Ligne de Chaugey à Lons-le-Saunier (ouverte fret de Chaugey à Chemin-Peseux), voie verte de Lons-le-Saunier à Courlans (4 km)
- Ligne de Corbenay à Faymont
- Ligne de Culmont - Chalindrey à Gray.
- Ligne de Dole-Ville à Poligny. « Voie verte Jules Grévy » de Dôle à Mont-sous-Vaudrey (19 km).
- Ligne de Gray à Fraisans
- Ligne de Gray à Saint-Jean-de-Losne (ouverte au fret uniquement de Gray à Villers-Pots)
- Ligne de L'Hôpital-du-Grosbois à Lods (voie verte entre l'Hôpital-du-Grosbois et Ornans)
- Ligne de Jussey à Darnieulles - Uxegney
- Ligne de Montagney à Miserey
- Ligne de Montbéliard à Morvillars
- Ligne de Montbozon à Lure (Voie verte)[5]
- Ligne de Mouchard à Salins-les-Bains
- Ligne de Pontarlier à Gilley (voie verte entre Gilley et le pont sur le Doubs)
- Ligne de Pontarlier à Vallorbe (frontière) (partiellement ouverte au trafic touristique)
- Ligne de Pouilly-sous-Charlieu à Clermain (voie verte de 8 km de Pouilly-sous-Charlieu à Charlieu)
- Ligne de Saint-Germain-du-Plain à Lons-le-Saunier. Voie verte « la voie bressanne » de Lons-le-Saunier à Louhans[6]
- Ligne de Saint-Julien (Troyes) à Gray (partiellement ouverte au fret)
- Ligne de Vaivre à Gray (ouverte au fret entre Autet et Gray)
- Ligne de Vitrey - Vernois à Bourbonne-les-Bains
- Ligne de Voujeaucourt à Saint-Hippolyte (ouverte au fret entre Voujeaucourt et Pont-de-Roide-Vermondans)

#### Voie métrique
- Compagnie des chemins de fer du Doubs
  - Chemin de fer de Besançon à Pontarlier
  - Chemin de fer de Morteau à Trévillers
  - Compagnie du chemin de fer d'intérêt local d'Andelot à Levier
  - Tramway de Pontarlier à Foncine-le-Haut
- Chemins de fer vicinaux du Jura
  - Ligne de Lons-le-Saunier à Saint-Claude
  - Ligne de La Bifurcation à Arinthod
  - Ligne de Clairvaux à Foncine-le-Haut
  - Ligne de Champagnole à Foncine-le-Bas
  - Ligne de Sirod à Boujailles
- Chemins de fer vicinaux de la Haute-Saône
  - Ligne de Gray à Gy
  - Plusieurs lignes
- Chemins de fer d'intérêt local du Territoire de Belfort
  - Ligne de Belfort à Sochaux
  - Ligne de Belfort à Réchésy
  - Ligne de Belfort à Etueffont-Haut
  - Ligne des Errues à Rougemont-le-Château
  - Ligne des Errues à Lachapelle-sous-Rougemont
- Compagnie des tramways électriques de Belfort
- Tramway de la Vallée d'Hérimoncourt
- Chemin de fer Nyon-Saint-Cergue-Morez (ouverte en Suisse)

## Bretagne

### Voie normale
- Ligne de Châteaubriant à Ploërmel (voie verte sur la majorité du parcours)
- Ligne de Dinan à Dinard-Saint-Énogat (voie verte)
- Ligne de La Brohinière à Dinan (vélorail de Médréac sur 10 km, voie verte de Médréac à Trévon)
- Ligne de Martigné-Ferchaud à Vitré (voie verte de Vitré à Moutiers)
- Ligne de Morlaix à Roscoff
- Ligne de Mayenne à La Selle-en-Luitré
- Ligne de Ploërmel à La Brohinière (désaffectée de Ploërmel à Mauron, devenue voie verte).
- Ligne de Questembert à Ploërmel (voie verte en 2002)
- Ligne de Quimper à Douarnenez - Tréboul
- Ligne de Quimper à Pont-l'Abbé
- Ligne de Quimperlé à Concarneau
- Ligne de Saint-Hilaire-du-Harcouët à Fougères (voie verte sur la totalité du parcours en Bretagne)
- Ligne de Vitré à Pontorson (désaffectée de Gérard à Pontorson transformée en voie verte de Gérard à Antrain)

### Voie métrique
- Réseau breton : en grande partie voies vertes
- Chemins de fer des Côtes-du-Nord
- Chemins de fer départementaux du Finistère
- Chemins de fer armoricains
- Chemins de fer du Morbihan
- Tramways d'Ille-et-Vilaine
- Tramway de Saint-Briac à Dinard
- Tramways bretons

### Voie à écartement Decauville
- Tramway de Rothéneuf

## Centre-Val de Loire

### Voie normale
- Ligne d'Argenton-sur-Creuse à La Chaussée (voie verte des Vallées d'Argenton à Chavin).
- Ligne d'Arrou à Nogent-le-Rotrou
- Ligne des Aubrais - Orléans à Malesherbes (partiellement ouverte au fret)
- Ligne des Aubrais - Orléans à Montargis
- Ligne d'Auneau-Ville à Dreux
- Ligne d'Auxerre-Saint-Gervais à Gien (entre Auxerre et Toucy - Moulins, et entre Saint-Fargeau et Arrabloy);  Train touristique de Puisaye-Forterre
- Ligne d'Auxy - Juranville à Bourges
- Ligne de Beaulieu-le-Coudray à Auneau-Embranchement
- Ligne de Brou à La Loupe
- Ligne de Chartres à Dreux (ouverte au fret entre Chartres et Saint-Sauveur-Châteauneuf, et entre Aunay -Tréon et Dreux)
- Ligne de Chartres à Orléans (ouverte au fret, réouverture au service voyageurs de Chartres à Voves en décembre 2016, prévue de Voves à Orléans)
- Ligne de Champillet - Urciers à Lavaufranche
- Ligne de Châteauroux à La Ville-Gozet
- Ligne de La Châtre à Guéret
- Ligne de Clamecy à Nevers ouverte au fret de Nevers à Arzembouy et fermée à tout trafic d'Arzembouy à Clamecy.
- Ligne de Dreux à Saint-Aubin-du-Vieil-Évreux (ouverte au fret entre Saint-Aubin-du-Vieil-Évreux et Saint-André-de-l'Eure)
- Ligne d'Étampes à Auneau-Embranchement piste cyclable de 5 km
- Ligne d'Étampes à Beaune-la-Rolande (exploitée par la ligne C du RER francilien entre les gares d'Étampes et de Saint-Martin-d'Étampes. Vélorail dans la vallée de la Juine.
- Ligne de Gien à Argent (entre Gien et Poilly-lez-Gien)
- Ligne de Voves à Toury (ouverte au fret entre Janville et Toury)
- Ligne de Joué-lès-Tours à Châteauroux (ouverte au seul fret)
- Ligne de Ligré-Rivière à Richelieu (voie verte)[7].
- Ligne de La Loupe à Prey
- Ligne de Montargis à Sens
- Ligne de Montmorillon à Saint-Aigny - Le Blanc
- Ligne d'Orléans à Gien (ouverte au fret entre Orléans et Les Bordes et entre Nevoy et Gien, réouverture au service voyageurs envisagée à une date indéterminée)
- Ligne d'Ouest-Ceinture à Chartres
- Ligne de Pont-de-Braye à Blois
- Ligne de Port-Boulet à Port-de-Piles (ouverte au fret entre Port-de-Piles et Nouâtre)
- Ligne de Port-de-Piles à Argenton-sur-Creuse. Exploitée fret de Port-de-Piles à Descartes. Voie verte du Sud-Touraine de Descartes à Tournon-Saint-Martin. Voie verte des Vallées de Tournon à Argenton.
- Ligne de Saint-Benoît au Blanc (entre Jardres et Le Blanc); Voie verte du Blanc à Concremiers, vélorail de Chauvigny à Fleix.
- Ligne de Saint-Florent-sur-Cher à Issoudun
- Ligne de Saint-Germain-du-Puy à Cosne-Cours-sur-Loire (entre Saint-Satur et Saint-Germain-du-Puy)
- Ligne de Sargé-sur-Braye à Vouvray
- Ligne de Thouars à Chinon
- Ligne de Thorigné à Courtalain - Saint-Pellerin
- Ligne de Triguères à Surgy
- Ligne de Villefranche-sur-Cher à Blois (ouverte au fret entre Blois et la zone industrielle de La Chaussée-Saint-Victor, et entre Romorantin-Blanc-Argent et Villefranche-sur-Cher)

### Voie métrique
- Chemin de fer du Blanc-Argent (entre Le Blanc et Argy, entre Luçay-le-Mâle et Valençay, et entre Salbris et Argent-sur-Sauldre)
- Réseau du Cher
  - Ligne de La Guerche à Châteaumeillant
  - Ligne de Bourges à Laugère
  - Ligne de Marçais à Saint-Florent
  - Ligne de Neuilly-Moulin-Jamet à Saint-Satur
- Ligne de Blois à Saint-Aignan-sur-Cher
- Ligne de Mortagne-au-Perche à La Loupe (Voies ferrées économiques de l'Orne)
- Tramways d'Eure-et-Loir
  - Ligne de Bonneval à Nogent-le-Rotrou
  - Ligne de Chartres à Angerville
  - Ligne de Dreux à Senonches
  - Ligne de Lèves à Bonneval
  - Ligne de Saint-Sauveur à La Loupe
- Tramways de l'Indre
  - Ligne de Châteauroux à Valençay
  - Ligne du Blanc à Argenton-sur-Creuse via Saint-Benoît-du-Sault
  - Ligne d'Issoudun à Vierzon
- Tramways de Sologne

### Autre écartement
- Tramway de Pithiviers à Toury (sauf faible section à Pithiviers)

## Corse
- Ligne de Casamozza à Porto-Vecchio

Cette ligne quittait l'axe Bastia - Ajaccio à Casamozza. Elle fut ouverte jusqu'à Ghisonaccia en 1888, prolongée jusqu'à Solenzara en 1930, puis Porto-Vecchio en 1935. Le tracé jusqu'à Bonifacio fut ébauché, mais jamais terminé. La ligne a cessé de fonctionner en 1943, avec des ponts détruits par l'armée allemande qui remontait de Sardaigne, poursuivie par l'armée Américaine. Elle ne fut jamais reconstruite, et fut officiellement déclassée le 14 février 1958.

## Grand Est

### Alsace

#### Voie normale
- Ligne Dieuze - Sarrebourg
- Ligne d'Altkirch à Ferrette voie verte de la Vallée de l'Ill d'Hirsingue à Carspach (4 km)
- Ligne de Berthelming à Sarreguemines (inexploitée entre Berthelming et Sarre-Union)
- Ligne de Bollwiller à Lautenbach (inexploitée, réouverture en projet)
- Ligne de Bouxwiller à Ingwiller
- Ligne de Cernay à Sewen (exploitée par un train touristique entre Cernay et Sentheim)
- Ligne de Colmar-Central à Neuf-Brisach (ouverte au fret et à la circulation touristique)
- Ligne de Colmar-Sud à Bollwiller (inexploitée)
- Ligne de Dannemarie à Bonfol (piste cyclable)
- Ligne de Haguenau à Hargarten - Falck (inexploitée entre Niederbronn-les-Bains et Sarreguemines)
- Ligne de Haguenau à Rœschwoog et frontière (ouverte au fret entre Haguenau et Oberhoffen-sur-Moder)
- Ligne de Mertzwiller à Seltz
- Ligne de Molsheim à Saverne piste cyclable de Molsheim à Romanswiller
- Ligne de Neuf-Brisach à Bantzenheim (ouverte au fret entre Blodelsheim et Bantzenheim)
- Ligne de Réding à Diemeringen (ouverte au fret entre Réding et Drulingen)
- Ligne de Rosheim à Saint-Nabor (Voie verte)
- Ligne de Sélestat à Lesseux - Frapelle (ouverte au fret entre Sélestat et Lièpvre)
- Ligne de Sélestat à Sundhouse
- Ligne de Steinbourg à Schweighouse-sur-Moder
- Ligne de Val-de-Villé à Villé
- Ligne de Wissembourg à Lauterbourg-Gare (piste cyclable)
- Ligne de Walbourg à Lembach (piste cyclable)
- Ligne de Waldighoffen à Saint-Louis-La Chaussée
- Ligne de Wingen-sur-Moder à Saint-Louis-lès-Bitche et frontière
- Tramway de Ribeauvillé (ligne de Ribeauvillé-Gare à Ribeauvillé-Ville)

#### Voie métrique
- Chemin de fer de la vallée de Kaysersberg
  - Ligne de Colmar à Lapoutroie
  - Ligne de Colmar à Wintzenheim
- Ligne de Colmar-Central à Marckolsheim
- Ligne de Lutzelbourg à Drulingen
- Tramway de Colmar
- ancien tramway de Mulhouse
- Tramway de Munster à la Schlucht
- ancien tramway de Strasbourg
  - Ligne de Strasbourg à Marckolsheim
  - Ligne de Boofzheim à Rhinau
  - Ligne de Strasbourg à Ottrott
  - Ligne de Strasbourg à Breuschwickersheim
  - Ligne de Strasbourg à Truchtersheim
  - Ligne de Dingsheim à Westhoffen
- Tramway de Turckheim aux Trois-Épis

### Champagne-Ardenne

#### Voie normale
- Ligne d'Amagne - Lucquy à Revigny (ouverte au fret et au trafic touristique entre Amagne - Lucquy et Challerange)
- Ligne d'Aubréville à Apremont-sur-Aire
- Ligne de Bazancourt à Challerange
- Ligne de Bologne à Pagny-sur-Meuse (ouverte au fret entre Neufchâteau et Rimaucourt et entre Saint-Germain-sur-Meuse et Pagny-sur-Meuse)
- Ligne de Bricon à Châtillon-sur-Seine (ouverte au fret entre Bricon et Veuxhaulles-sur-Aube et entre Brion-sur-Ource et Châtillon-sur-Seine)
- Ligne de Carignan à Messempré (voie verte de Carignan à Muno en liaison avec le réseau RAVEL)
- Ligne de Challerange à Apremont-sur-Aire
- Ligne de Coolus à Sens (projet d'étude voie verte) et (ouverte au fret) Charmont-sous-Barbuise et entre Troyes et Villeneuve-l'Archevêque
- Ligne de Charleville-Mézières à Hirson (par Auvillers) (ouverte entre Charleville-Mézières et Tournes)
- Ligne de Culmont - Chalindrey à Gray
- Ligne de Fère-Champenoise à Vitry-le-François
- Ligne de Givet à la frontière belge vers Morialmé (projet de réouverture pour une liaison Givet-Dinan)
- Ligne de Gretz-Armainvilliers à Sézanne (ouverte au service voyageurs entre Gretz-Armainvilliers et Coulommiers, et au trafic touristique entre Esternay et Sézanne)
- Ligne de Gudmont à Rimaucourt
- Ligne de Guë à Menaucourt
- Ligne d'Hirson à Amagne - Lucquy (ouverte entre Hirson et Liart)
- Ligne de Jessains à Sorcy (ouverte au fret entre Brienne-le-Château et Vallentigny - Maizières)
- Ligne de Langres à Andilly-en-Bassigny
- Ligne de Laon à Liart (ouverte au fret entre Liart et Montcornet)
- Ligne de Lérouville à Pont-Maugis (ouverte au fret entre Lérouville et Sampigny, entre Ancemont et Verdun et entre Stenay et Sedan)
- Ligne Longueville - Esternay (ouverte aux voyageurs entre Longueville et Provins et au fret entre Longueville et Villiers-Saint-Georges)
- Ligne de Mézy à Romilly-sur-Seine (ouverte au fret entre Mézy et Montmirail)
- Ligne de Montier-en-Der à Éclaron
- Ligne de Oiry - Mareuil à Romilly-sur-Seine (ouverte au fret entre Oiry et Sézanne)
- Ligne de Poinson - Beneuvre à Langres (voie verte de Langres à Brennes 10 km)
- Ligne de Revigny à Saint-Dizier
- Ligne de Romery à Liart
- Ligne de Saint-Dizier à Doulevant-le-Château
- Ligne de Saint-Hilaire-au-Temple à Hagondange (fermée aux voyageurs entre Saint-Hilaire-au-Temple et Verdun, ouverte au fret de Saint-Hilaire-au-Temple à Valmy, ouverte à tous trafics entre Hagondange et Verdun)
- Ligne de Saint-Julien (Troyes) à Saint-Florentin - Vergigny (neutralisée)
- Ligne de Saint-Julien (Troyes) à Gray (partiellement ouverte au fret)
- Ligne de Soissons à Givet (pour la section entre Soissons et Bazoches)
- Ligne de Tournes à Auvillers
- Ligne de Trilport à Bazoches ouverte aux voyageurs de Trilport à La Ferté-Milon, fermée de La Ferté-Milon à Bazoches (et Fismes au-delà)
- Ligne de Troyes à Brienne-le-Château (ouverte au fret)
- Ligne de Vallentigny à Vitry-le-François (ouverte au fret)
- Ligne de Vireux-Molhain à la frontière belge vers Mariembourg
- Ligne de Vitrey - Vernois à Bourbonne-les-Bains
- Ligne de Vrigne-Meuse à Vrigne-aux-Bois

#### Voie métrique
- Chemin de fer de Foulain à Nogent-en-Bassigny
- Chemin de fer à crémaillère de Langres
- Chemins de fer départementaux des Ardennes
  - Ligne de Tremblois-lès-Rocroi à Rocroi
  - Ligne de Nouzonville à Gespunsart
  - Ligne de Wasigny à Renneville
  - Ligne de Wasigny à Mohon
  - Ligne de Vouziers à Buzancy
  - Ligne du Châtelet à Vouziers
  - Ligne de Monthermé à la frontière belge vers Sorendal
  - Ligne de Vendresse à Poix
  - Ligne d'Attigny à Baâlons
  - Ligne de Monthermé à la frontière belge vers Petite Chapelle
  - Ligne d'Asfeld à Montcornet
  - Ligne de Sedan à la frontière belge vers Corbion
  - Ligne de Dizy à Saint-Erme
  - Ligne de Raucourt à Châtillon-sur-Bar
- Compagnie des chemins de fer électriques de Champagne
  - Ligne de Villemaur à Romilly
  - Ligne de Villemaur à Maraye
  - Ligne de Troyes à Tonnerre
  - Ligne des Riceys à Tonnerre
- Chemins de fer de la Banlieue de Reims
  - Ligne d'Épernay à Montmirail
  - Ligne de Reims à Châlons-sur-Marne
  - Ligne de Reims à Cormicy
  - Ligne de Soissons à Guignicourt
  - Ligne de Reims à Fismes
  - Ligne de Bouleuse à Dormans
  - Ligne d'Ambonnay à Épernay
  - Ligne d'Ambonnay à Châlons-sur-Marne
  - Ligne de Reims à Beine
  - Ligne de Reims à Verzy
  - Ligne de Reims à Asfeld
  - Ligne de Guignicourt à Rethel
- Ligne de Polisot aux Riceys et à Cunfin
- Tramway de Charleville-Mézières

### Lorraine

#### Voie normale
- Ligne d'Aillevillers à Plombières-les-Bains
- Ligne d'Amagne - Lucquy à Revigny (ouverte au fret entre Amagne - Lucquy et Challerange)
- Ligne d'Audun-le-Tiche à Hussigny-Godbrange
- Ligne de Baccarat à Badonviller
- Ligne de Barisey-la-Côte à Frenelle-la-Grande - Puzieux
- Ligne de Baroncourt à Audun-le-Roman (ouverte mais non exploitée)
- Ligne de Nouvel-Avricourt à Bénestroff par Dieuze
- Ligne de Bettelainville à Waldwisse (ouverte au trafic touristique entre Vigy et Hombourg-Budange)
- Ligne de Berthelming à Sarreguemines (inexploitée entre Berthelming et Sarre-Union)
- Ligne de Bologne à Pagny-sur-Meuse (ouverte au fret entre Neufchâteau et Rimaucourt et entre Saint-Germain-sur-Meuse et Pagny-sur-Meuse)
- Ligne de Bouzonville à Guerstling (ouverte au fret)
- Ligne de Champigneulles à Houdemont (contournement de Nancy)
- Ligne de Champigneulles à Sarralbe par Château-Salins
- Ligne de Charmes à Rambervillers
- Ligne de Corbenay à Faymont
- Ligne d'Épinal à Bussang (ouverte entre Épinal et Remiremont , voie verte des Hautes-Vosges de Remiremont à Bussang)
- Ligne d'Étival à Senones
- Ligne de Fontoy à Audun-le-Tiche
- Ligne de Guë à Menaucourt
- Ligne de Haguenau à Hargarten - Falck (inexploitée entre Niederbronn-les-Bains et Sarreguemines)
- Ligne d'Igney - Avricourt à Cirey
- Ligne de Jessains à Sorcy (ouverte au fret entre Brienne-le-Château et Vallentigny - Maizières)
- Ligne de Jussey à Darnieulles - Uxegney
- Ligne de Laveline-devant-Bruyères à Gérardmer
- Ligne de Lérouville à Pont-Maugis (ouverte au fret entre Lérouville et Sampigny, entre Ancemont et Verdun, voie verte à l'étude de Mouzon à Regnéville-sur-Meuse)
- Ligne de Longwy à Villerupt-Micheville (partiellement ouverte au fret)
- Ligne de Marcq-Saint-Juvin à Baroncourt. Ligne stratégique qui ne fut utilisée  que pour des transports militaires
- Ligne de Metz-Ville à Château-Salins
- Ligne de Metz-Ville à la frontière allemande vers Überherrn (ouverte entre Anzeling et la frontière)
- Ligne de Mont-sur-Meurthe à Bruyères
- Ligne de Nançois - Tronville à Neufchâteau (ouverte au fret entre Nançois - Tronville et Gondrecourt-le-Château)
- Ligne de Nancy à Vézelise
- Ligne de Neufchâteau à Épinal (ouverte au fret entre Gironcourt-sur-Vraine et Neufchâteau)
- Ligne de Neufchâteau à Pagny-sur-Meuse
- Ligne de Nouvel-Avricourt à Bénestroff (déposée entre Nouvel-Avricourt et Dieuze, inexploitée entre Dieuze et Bénestroff)
- Ligne de Pompey à Nomeny (voie verte)
- Ligne de Réding à Diemeringen (ouverte au fret entre Réding et Drulingen)
- Ligne de Remiremont à Cornimont (voie verte des Hautes-Vosges)
- Ligne de Revigny à Saint-Dizier (piste cyclable de Saint-Dizier à Chancenay)
- Ligne de Saint-Hilaire-au-Temple à Hagondange (fermée à tous trafic de Valmy à Verdun, ouverte au fret de Valmy à Saint-Hilaire-au-Temple et aux voyageurs entre Hagondange et Verdun)
- Ligne de Saint-Léonard à Fraize
- Lignes Sarrebourg - Abreschviller et La Forge - Vallérysthal-Troisfontaines
- Ligne de Sarreguemines à Bliesbruck
- Ligne de Sélestat à Lesseux - Frapelle (ouverte au fret entre Sélestat et Lièpvre)
- Ligne de Signeulx à Gorcy
- Ligne de Thionville à Anzeling (ouverte au fret)
- Ligne de Toul à Rosières-aux-Salines (ouverte au fret entre Rosières-aux-Salines et Chaligny)
- Ligne de Valleroy-Moineville à Villerupt-Micheville
- Tramway de Moussey
- Chemin de fer de la Vologne
  - Ligne de Laveline à Saint-Dié
  - Ligne de Granges à Gérardmer

#### Voie métrique
- Chemins de fer départementaux de la Meuse
  - Plusieurs lignes
- Ligne de Lunéville à Einville
- Ligne de Lunéville à Blâmont et à Badonviller
- Ligne de Lutzelbourg à Drulingen
- Ligne de Raon-l'Étape à Raon-sur-Plaine
- Ligne de Toul à Thiaucourt
- Tramway d'Épinal
- Tramway de Gérardmer
- Tramway de Longwy
- Tramway de Remiremont à Gérardmer
- Tramway de Saint-Avold

#### Autre écartement
- Funiculaire de la Cure d'Air

## Hauts-de-France

### Nord-Pas-de-Calais
- Ligne d'Aubigny-au-Bac à Somain
- Ligne d'Avesnes à Sars-Poteries
- Ligne de Bully - Grenay à Brias
- Ligne de Busigny à Hirson
- ligne de Doullens à Arras (voie verte de Saulty à Dainville)
- Ligne d'Escaudœuvres à Gussignies
- Ligne de Fives à Abbeville (pour la partie d'Abbeville à Saint-Pol-sur-Ternoise comprenant la voie verte « La traverse du Ponthieu »)
- Ligne d'Hazebrouck à Boeschepe
- Ligne de La Madeleine à Comines
- Ligne de Laon au Cateau
- Ligne de Lens à Corbehem
- Ligne de Maubeuge à Fourmies (exploitée pour la desserte d'une carrière de Glageon-Couplevoie) à Fourmies, voie verte de Ferrière-la-Grande à Glageon-Couplevoie).
- Ligne de Marcoing à Masnières
- Ligne de Pont-de-la-Deûle à Bachy - Mouchin
- Ligne de Prouvy - Thiant au Cateau
- Ligne de Roubaix - Wattrelos à Wattrelos
- Ligne de Saint-Amand-les-Eaux à Blanc-Misseron
- Ligne de Saint-Amand-les-Eaux à Maulde - Mortagne
- Ligne de Saint-Quentin à Ham
- Ligne de Somain à Halluin (plusieurs tronçons de voies vertes)
- Ligne de Somain à Péruwelz (ligne minière, dont la plate-forme est réutilisée par le tramway de Valenciennes entre Denain et Anzin)
- Ligne de Templeuve à Don-Sainghin (chemin de 8 km, l'« axe vert » d'Annoeullin à Seclin)
- Ligne de Valenciennes-Faubourg-de-Paris à Hautmont
- Ligne de chemin de fer Avesnes-sur-Helpe - Solesmes (ancienne ligne à voie métrique).
- Tramway de Tergnier à Anizy - Pinon

### Picardie

#### Voie normale
- Chemin de fer de Saint-Quentin à Guise (pour la section d'Origny-Sainte-Benoite à Guise), axe vert de la Thiérache
- Ligne d'Anizy-Pinon à Chauny
- Ligne de Beauvais à Gisors-Embranchement par Goincourt
- Ligne de Canaples à Longroy - Gamaches par Longpré (voie verte de Longpré-les-Corps-Saints à Oisemont)
- Ligne de Chantilly - Gouvieux à Crépy-en-Valois par Senlis
- Ligne de Château-Thierry à Oulchy - Breny
- Ligne de Chauny à Saint-Gobain
- Ligne de Compiègne à Roye-Faubourg-Saint-Gilles
- Ligne de Feuquières à Ponthoile (ligne militaire stratégique de la Première Guerre mondiale)
- Ligne de Fives à Abbeville section de Saint-Pol-sur-Ternoise à Abbeville (voie verte « la traverse du Ponthieu » d'Abbeville à Auxi-le-Château)
- Ligne de Flavigny-le-Grand à Ohis - Neuve-Maison
- Ligne de Goincourt à Gournay - Ferrières
- Ligne de Laon à Liart (ouverte au fret entre Liart et Montcornet)
- Ligne de Mézy à Romilly-sur-Seine (Section de Montmirail à Romilly-sur-Seine)
- Ligne de Rochy-Condé à Soissons (de Soissons à Ressons et de La Rue-Saint-Pierre à Clermont-de-l'Oise
- Ligne de La Rue-Saint-Pierre à Saint-Just-en-Chaussée
- Ligne d'Ormoy-Villers à Mareuil-sur-Ourcq (voie verte)
- Ligne de Rethondes à La Ferté-Milon 4 km de piste cyclable dans la forêt de Compiègne
- Ligne de Saint-Omer-en-Chaussée à Vers
- Ligne de Saint-Quentin à Ham
- Ligne de Saint-Roch à Frévent par Canaples et Doullens
- Ligne de Soissons à Givet (pour la section entre Soissons et Bazoches)
- Compagnie des chemins de fer du Sud de l'Aisne

#### Voie métrique
- Chemin de fer de Roisel à Hargicourt
- Chemin de fer de Romery à Liart
- Chemin de fer de Guise au Catelet
- Chemins de fer départementaux des Ardennes
  - Ligne d'Asfeld à Montcornet
  - Ligne de Wasigny à Renneville
  - Ligne de Dizy à Saint-Erme
- Chemins de fer de la Banlieue de Reims
  - Ligne de Soissons à Guignicourt
  - Ligne de Reims à Asfeld
  - Ligne de Guignicourt à Rethel

## Île-de-France

### Voie normale
- Ligne de Gretz-Armainvilliers à Sézanne (ouverte au service voyageurs entre Gretz-Armainvilliers et Coulommiers, et au trafic touristique entre Esternay et Sézanne)
- Ligne de Longueville à Esternay (ouverte aux voyageurs entre Longueville et Provins et au fret entre Longueville et Villiers-Saint-Georges)
- Ligne de Chars à Magny-en-Vexin
- Ligne de Chars à Marines
- Ligne d'Enghien-les-Bains à Montmorency
- Ligne de la grande ceinture de Paris (dans sa section Saint-Germain-en-Laye - Achères via Poissy[8])
- Ligne d'Étampes à Beaune-la-Rolande (entre Saint-Martin-d'Étampes et Beaune-la-Rolande)
- Ligne d'Étampes à Auneau-Embranchement (piste cyclable de 5 km d'Étampes à l'ancienne gare de Chalo-Saint-Hilaire, sentier de randonnée de 6 km au Plessis-Saint-Benoist).
- Ligne d'Ouest-Ceinture à Chartres (coulée verte du Sud-parisien et voie verte de l'aérotrain)
- Ligne de Paris-Bastille à Marles-en-Brie (sur les tronçons entre Paris-Bastille et Vincennes d'une part et entre Boissy-Saint-Léger et Marles-en-Brie d'autre part, le reste étant intégré dans le RER A)
- Ligne de La Plaine à Pantin (la section entre Pantin et le canal Saint-Denis est toujours en service pour desservir l'atelier de La Villette)
- Ligne de Pont-Cardinet à Auteuil - Boulogne (la section entre les gares de Pereire - Levallois et de l'avenue Henri-Martin est toutefois intégrée à la ligne C du RER d'Île-de-France)
- Ligne de Sceaux (entre Saint-Rémy-lès-Chevreuse et Limours)
- Voie-mère du Bourget (Garonor)
- Voie-mère d'Émerainville - Pontault-Combault
- Réseau de la Compagnie des chemins de fer de grande banlieue

### Voie métrique
- Ligne de Valmondois à Marines

## Normandie

### Basse-Normandie

#### Voie normale
- Ligne d'Alençon à Condé-sur-Huisne (voie verte sur le parcours de la Véloscénie).
- Ligne d'Alençon à Fresnay-sur-Sarthe
- Ligne d'Alençon à Domfront (voie verte d'Alençon à Couterne faisant partie de la véloroute Véloscénie[9]).
- Ligne de Briouze à Couterne (voie verte de 22 km de Briouze à Bagnoles-de-l'Orne)
- Ligne de Caen à la mer
- Ligne de Caen à Cerisy-Belle-Étoile (sans circulation, mais faisant toujours partie du réseau ferré national). Voie verte sur une voie de Caen à Thury-Harcourt (prolongement en projet). Réflexion pour réouverture.
- Ligne de Caen à Dozulé - Putot
- Ligne de Caen à Vire
- Ligne de Carentan à Carteret (train touristique du Cotentin de Carteret à Port-Bail, voie verte de Port-Bail à Carentan)
- Ligne de La Chapelle-Anthenaise à Flers (voie verte sauf tronçon central de Céaucé à Domfront).
- Ligne de Cherbourg à Urville-en-Hague
- Ligne de Cherbourg à Barfleur
- Ligne de Coulibœuf à Falaise
- Ligne de Coutances à Sottevast
- Ligne de Domfront à Pontaubault Voie verte sur le parcours de la véloroute Véloscénie.
- Ligne de Falaise à Berjou
- Ligne du Fresne d'Argences à Moult-Argences
- Ligne de Mamers à Mortagne-au-Perche
- Ligne de Mézidon à Trouville - Deauville
  - déclassée et déferrée entre la gare de Mézidon et la gare de Dives - Cabourg
  - en service jusqu'à la gare de Trouville - Deauville
- Ligne de Montsecret - Vassy aux Maures
- Ligne de Mortagne-au-Perche à L'Aigle
- Ligne de Mortagne-au-Perche à Sainte-Gauburge
- Ligne de Neuilly-la-Forêt à Isigny-sur-Mer
- Ligne d'Orval - Hyenville à Regnéville-sur-Mer
- Ligne de Pont-l'Évêque à Honfleur
  - déclassée et déferrée entre la gare de Pont-l'Évêque et celle de Quetteville
  - en service entre Lisieux et Pont-l'Évêque (tronc commun avec la ligne de Lisieux à Trouville - Deauville)
  - en service entre Quetteville et Honfleur (fret)
- Ligne de Sainte-Gauburge à Mesnil-Mauger
- Ligne de Saint-Lô à Guilberville (vélorail de  Condé-sur-Vire à Gourfaleur)
- Ligne de Saint-Hilaire-du-Harcouët à Fougères (voie verte uniquement sur la partie de la ligne en Bretagne)
- Ligne de Saint-Martin-d'Écublei à Conches (L'aigle - Conches)
- Ligne de La Trinité-de-Réville à Lisieux
- Ligne de Valognes Montebourg à Saint-Vaast et à Barfleur
- Ligne de Vire à Romagny (voie verte)

#### Voie étroite
- Voies ferrées économiques de l'Orne (voie métrique)
  - Ligne d'Argentan à Carrouges
  - Ligne de Carrouges à Trun
  - Ligne de Mortagne-au-Perche à La Loupe
- Chemins de fer du Calvados (60 cm)
  - Ligne de tramway de Balleroy à Isigny-sur-Mer
  - Ligne de tramway de Bayeux à Arromanches
  - Ligne de tramway de Bayeux à Courseulles-sur-Mer
  - Ligne de tramway de Bayeux à Port-en-Bessin-Huppain
  - Ligne de tramway de Bayeux à Saint-Martin-des-Besaces
  - Ligne de tramway de Caen à Dives-sur-Mer
  - Ligne de tramway de Caen à Falaise
  - Ligne de tramway de Caen à Luc-sur-Mer

### Haute-Normandie

#### Voie normale
- Ligne de Barentin à Caudebec-en-Caux
- Ligne de Charleval à Serqueux
- Ligne de Dieppe à Fécamp : Voie verte faisant partie de la véloroute du lin  de Petit-Appeville à Saint-Pierre-le-Viger (23 km), puis de Saint-Vaast-Dieppedalle à Fécamp (29 km).
- Ligne de Dreux à Saint-Aubin-du-Vieil-Évreux
- Ligne d'Échauffour à Bernay voie verte de Bernay à Broglie (11 km)
- Ligne d'Évreux-Embranchement à Quetteville voie verte d'Évreux à la vallée du Bec (44 km)
- Ligne de Gisors-Embranchement à Pont-de-l'Arche
- Ligne de Gisors-Boisgeloup à Pacy-sur-Eure, voie verte de la vallée de l'Epte de Gisors à Gasny (28 km)
- Ligne des Ifs à Étretat
- Ligne du Havre-Graville à Tourville-les-Ifs exploitée du Havre à Rolleville. Neutralisée de  Rolleville à Tourville-les-Ifs.
- Ligne de La Loupe à Prey
- Ligne de Motteville à Saint-Valery-en-Caux circulations marchandises occasionnelles, notamment trains nucléaires vers la centrale de Paluel
- Ligne de Rouxmesnil à Eu : sentier de randonnée d'Eu à Saint-Quentin-en-Bosc, exploitée embranchement particulier de Saint-Quentin-en-Bosc à Rouxmesnil (près de Dieppe)
- Ligne de Saint-Denis à Dieppe : exploitée de Saint-Denis à Gisors, rouverte après fermeture de Gisors à Serqueux, avenue verte de Serqueux à Arques-la-Bataille, fret d'Arques-la-Bataille à Dieppe.
- Ligne de Saint-Georges-Motel à Grand-Quevilly

## Nouvelle-Aquitaine

### Aquitaine
- Ligne d'Autevielle à Saint-Palais
- Ligne de Biarritz-la-Négresse à Biarritz-Ville
- Ligne de Bon-Encontre à Vic-en-Bigorre
- Ligne de Bordeaux-Benauge à La Sauvetat-du-Dropt par Sauveterre-de-Guyenne (« piste cyclable Roger Lapébie » de Latresne à Sauveterre (50 km).
- Ligne de Bordeaux à Lacanau (piste cyclable)
- Ligne de Carsac à Gourdon
- Ligne de Cavignac à Coutras
- Ligne de Condat - Le Lardin à Sarlat
- Ligne de Châteauneuf-sur-Charente à Saint-Mariens - Saint-Yzan (section de Châteauneuf-sur-Charente à Clérac-Charente)
- Ligne de Dax à Mont-de-Marsan : exploitée fret de Dax à Saint-Sever, chemin de randonnée de Montaut à Mont-de-Marsan.
- Ligne de La Cave à Ribérac
- Ligne de La Teste à Cazaux-Lac
- Ligne de Labenne à Seignosse
- Ligne de Langon à Gabarret (voie verte de Langon à Captieux par Bazas, chemins impraticables de Captieux à Gabarret).
- Ligne de Lesparre à Saint-Symphorien (pistes cyclables).
- Ligne de Magnac - Touvre à Marmande
- Ligne de Marcenais à Libourne
- Ligne de Marmande à Mont-de-Marsan (voie verte en cours d'aménagement de Marmande à Casteljaloux en 2022)
- Ligne de Nérac à Mont-de-Marsan : train touristique de Nérac à Mézin, chemin de randonnée de Gabarret à Mont-de-Marsan, disparue de Mézin à Gabarret.
- Ligne du Nizan à Luxey (piste cyclable du Nizan à Saint-Symphorien)
- Ligne d'Ossès - Saint-Martin-d'Arrossa à Saint-Étienne-de-Baïgorry
- Ligne de Pau à Canfranc (frontière) (non exploitée entre Bedous et Canfranc).
- Ligne de Penne-d'Agenais à Tonneins
- Ligne de Puyoô à Mauléon et son embranchement Autevielle - Saint-Palais.
- Ligne du Quéroy-Pranzac à Thiviers
- Ligne de Ribérac à Parcoul-Médillac
- Ligne de Saint-Mariens - Saint-Yzan à Blaye voie verte de Blaye à Étauliers (13 km)
- Ligne de Siorac-en-Périgord à Cazoulès ouverte TER de Soriac-en-Périgord à Sarlat. Fermée de Sarlat à Cazoulès. Piste cyclable de Sarlat à Cazoulès (21 km)
- Ligne de Thiviers à Saint-Aulaire
- Ligne de Villeneuve-sur-Lot à Falgueyrat
- Ligne de Ychoux à Biscarosse (piste cyclable)
- Raccordement d'Aïtachouria
- Chemin de fer de Pau-Oloron-Mauléon
- Réseau des Landes, de la Gironde et du Blayais
- Société des chemins de fer d'intérêt local du département des Landes
- Société du chemin de fer d'intérêt local de Soustons à Léon
- Société des chemins de fer du Born et du Marensin

### Limousin

#### Voie normale
- Ligne de Busseau-sur-Creuse à Ussel (entre Felletin et Ussel)
- Ligne de Bussière-Galant à Saint-Yrieix-la-Perche
- Ligne de La Châtre à Guéret
- Ligne du Dorat à Magnac-Laval
- Ligne de Hautefort à Terrasson
- Ligne de Mignaloux - Nouaillé à Bersac (entre Le Dorat et Bersac)
- Ligne de Saillat-sur-Vienne à Bussière-Galant : vélorail de Bussière-Galant à Châlus, voie verte de Châlus à Oradour-sur-Vayres.
- Ligne de Saint-Sébastien à Guéret (voie verte en cours de réalisation)[10]
- Ligne de Thiviers à Saint-Aulaire
- Ligne de Vieilleville à Bourganeuf (ouverte au fret)

#### Voie métrique
- Ancien tramway de Limoges
- Chemins de fer départementaux de la Haute-Vienne
  - Ligne de Limoges à Rochechouart
  - Ligne de Limoges à Saint-Sulpice-les-Feuilles
  - Ligne des Planchettes à Razès
  - Ligne de Rancon à Bussière-Poitevine
  - Ligne de Limoges à Saint-Junien
  - Ligne de Limoges à Peyrat-le-Château
- PO-Corrèze
- Tramways de la Corrèze
  - Transcorrézien

### Poitou-Charentes

#### Voie normale
- Ligne d'Aiffres à Ruffec
- Ligne d'Airvault-Gare à Moncontour
- Ligne de Châteauneuf-sur-Charente à Saint-Mariens - Saint-Yzan
- Ligne de Châtellerault à Launay
- Ligne de Cabariot au Chapus
- Ligne de Saint-Jean-d'Angély à Taillebourg
- Ligne du Quéroy-Pranzac à Thiviers
- Ligne de La Possonnière à Niort
- Ligne de Loudun à Châtellerault
- Ligne de Lussac-les-Châteaux à Saint-Saviol
- Ligne de Mignaloux - Nouaillé à Bersac
- Ligne de Montmorillon à Saint-Aigny - Le Blanc
- Ligne de Neuville-de-Poitou à Bressuire (voie verte de Parthenay à Bressuire)
- Ligne de Poitiers à Arçay
- Ligne de Port-de-Piles à Argenton-sur-Creuse
- Ligne de Roumazières-Loubert au Vigeant
- Ligne de Ruffec à Roumazières-Loubert
- Ligne de Saillat-sur-Vienne à Bussière-Galant
- Ligne de Saint-Benoît au Blanc (entre Jardres et Le Blanc)
- Ligne de Saint-Jean-d'Angély à Taillebourg
- Ligne de Thouars à Chinon

#### Voie métrique
- Tramways des Deux-Sèvres
- Tramway de Royan

## Occitanie

### Languedoc-Roussillon

#### Voie normale
- Ligne d'Alès à Port-L'Ardoise
- Ligne d'Arles à Lunel (déclassée entre Aimargues et Lunel, non exploitée sur la partie subsistante).
- Ligne de Lézan à Saint-Jean-du-Gard (conservée d'Anduze à Saint-Jean-du-Gard, exploitée en train touristique)
- Ligne de Bram à Belvèze-du-Razès
- Ligne de Colombiers à Quarante - Cruzy
- Ligne d'Elne à Arles-sur-Tech (partiellement déclassée du Boulou à Arles-sur-Tech)
- Ligne de Faugères à Paulhan
- Ligne de La Tour-sur-Orb à Plaisance-Andabre
- Ligne Le Martinet - Beaucaire (partiellement déclassée, exploitée sur certains tronçons).
- Ligne de Mas-des-Gardies aux Mazes-le-Crès (partiellement déclassée, non exploitée sur la partie subsistante, voie verte de 40 km de Quissac à Caveirac par Sommières en cours de prolongement jusqu'à Nîmes en 2022.
- Ligne de Moux à Caunes-Minervois
- Ligne de Paulhan à Montpellier : tram ligne 2  de Montpellier sur 2,5 km.
- Ligne de Perpignan à Thuir
- Ligne de Perpignan au Barcarès
- Ligne de Pia à Baixas
- Ligne de Sète-Ville à Montbazin - Gigean
- Ligne de Sommières à Gallargues
- Ligne de Sommières à Saint-Césaire : voie verte de Caveirac à Sommières, projet de tram-train.
- Ligne du Teil à Alès (vélorail de  Saint-Jean-le-Centenier à Saint-Pons, voie verte Via Ardèche de Vogüé à Gagnières en cours d'aménagement)
- Ligne de Tournemire - Roquefort au Vigan : train touristique de 16 km Larzac-Express au départ de Sainte-Eulalie-de-Cernon, voie verte de 3,5 km de Molières-Cavaillac-Arre à Molières-Avèze.
- Ligne d'Uzès à Nozières - Brignon
- Ligne de Vias à Lodève
- Ligne du Vigan à Quissac : voies vertes aménagées, de Quissac à Sauve (5 km), de Sumène à Ganges (6 km), en construction de Ganges à Saint-Hippolyte-du-Fort (11 km)  ou en projet.
- Chemins de fer de l'Hérault
  - Ligne de Montpellier-Esplanade à Palavas
  - Ligne de Montpellier-Chaptal à Rabieux
  - Ligne de Montpellier-Chaptal à Béziers-Nord
  - Ligne de Béziers-Nord à Saint-Chinian
  - Ligne de Mèze à Agde
  - Ligne de Colombiers à Maureilhan

#### Voie métrique
- Ligne d'Arles-sur-Tech à Prats-de-Mollo
- Ligne de Florac à Sainte-Cécile-d'Andorge
- Tramways de l'Aude

### Midi-Pyrénées

#### Voie normale
- Ligne de Bertholène à Espalion
- Ligne de Boussens à Saint-Girons
- Ligne de Buzy à Laruns-Eaux-Bonnes-Les Eaux-Chaudes
- Ligne de Cahors à Capdenac
- Ligne de Cahors à Moissac (jamais achevée)
- Ligne de Carmaux à Vindrac
- Ligne de Castelnaudary à Rodez : exploitée voyageurs d'Albi à Rodez, voie verte d'Albi à Castres, déferrée de Castres à Revel, inexploitée de Revel à Castelnaudary.
- Ligne de Castres à Bédarieux exploitée TER de Castres à Mazamet, voie verte de Mazamet à Bédarieux.
- Ligne de Condom à Castéra-Verduzan
- Ligne d'Eauze à Auch
- Ligne de Foix à Saint-Girons
- Ligne de Lexos à Montauban-Ville-Bourbon
- Ligne de Lourdes à Pierrefitte-Nestalas (voie verte des Gaves)
- Ligne de Monsempron-Libos à Cahors (Lot et Lot-et-Garonne)
- Ligne de Montauban-Ville-Bourbon à La Crémade
- Ligne de Moulin-Neuf à Lavelanet
- Ligne de Pamiers à Limoux (Ariège et Aude)
- Ligne de Port-Sainte-Marie à Riscle
- Ligne de Saint-Juéry à Saint-Affrique : construite mais jamais ouverte. En partie routes.
- Ligne de Tournemire - Roquefort au Vigan (Aveyron et Gard)
- Ligne de Tournemire - Roquefort à Saint-Affrique : voie verte de Saint-Jean-d'Alcapiès à Saint-Affrique (8 km)
- Ligne de Viviez à Decazeville (déclassée et devenue une voie routière)

#### Voie métrique
- Ligne de Toulouse-Roguet à Sabarat
- Chemin de fer de Castres à Murat-sur-Vèbre
- Ligne de Carbonne au Mas-d'Azil
- Ligne de Oust à Aulus-les-Bains
- Ligne de Saint-Gaudens à Aspet
- Ligne de Saint-Girons à Castillon et à Sentein
- Ligne de Tarascon-sur-Ariège à Auzat
- Ligne de Toulouse à Boulogne-sur-Gesse
- Ligne de Toulouse à Cadours
- Ligne de Toulouse à Revel

## Pays de la Loire

### Voie normale
- Ligne d'Angers-Saint-Laud à La Flèche
- Ligne d'Aubigné-Racan à Sablé
- Ligne de Beslé à Blain
- Ligne de Blain à La Chapelle-sur-Erdre
- Ligne de La Possonnière à Niort
- Ligne de Laval à Pouancé : voie verte
- Lignes de Mayenne à Domfront et de Mayenne à La Chapelle-Anthenaise (Voie verte sauf de Céaucé à Domfront)
- Ligne de La Hutte - Coulombiers à Mamers : voie verte du Saosnois de 19 km
- Ligne de Loudun à Angers-Maître-École
- Ligne de Mamers à Mortagne-au-Perche
- Ligne de Nantes-État à La Roche-sur-Yon par Sainte-Pazanne (pour la partie déclassée de La Roche-sur-Yon à Commequiers dont 31 km de voie verte de La Roche-sur-Yon à Coëx)
- Chemin de fer Mamers - Saint-Calais
- Ligne de Mayenne à La Selle-en-Luitré
- Ligne de Pont-de-Braye à Blois
- Ligne de Pré-en-Pail à Mayenne : voie verte
- Ligne de Sablé à Montoir-de-Bretagne : ouverte fret de Sablé à Château-Gontier, voie verte de Château-Gontier à Châteaubriant par Segré.
- Ligne de Saint-Vincent-des-Landes à Massérac
- Ligne de Segré à Angers-Saint-Serge
- Ligne de Segré à Nantes-État : voie verte de Carquefou à Segré, projet de tram-train de Nantes à Carquefou.
- Ligne de Saint-Hilaire-de-Chaléons à Paimbœuf
- Ligne de Sillé-le-Guillaume à La Hutte - Coulombiers
- Ligne de Thorigné à Courtalain - Saint-Pellerin
- Ligne de Vouvant - Cezais à Saint-Christophe-du-Bois
- Ligne de Nantes-État à La Roche-sur-Yon par Sainte-Pazanne
- Ligne de Fontenay-le-Comte à Benet

### Voie métrique
- Petit Anjou (1893-1910-1948) :
  - Ligne d'Angers à Noyant - Méon
  - Ligne de Cholet à Saumur
  - Ligne de Nantes à Cholet
  - Ligne de Saint-Jean-de-Linières à Beaupréau
  - Ligne d'Angers à Candé
  - Ligne de La Possonnière à Saint-Jean-de-Linières
- Ligne de Pornic à Paimbœuf

## Provence-Alpes-Côte d'Azur

### Voie normale
- Ligne des Arcs à Draguignan (disparue au-delà de la Motte - Sainte-Roseline) Voie verte
- Ligne d'Arles au canal (anciennement ligne d'Arles à Port-Saint-Louis-du-Rhône, tronquée, progressivement reconvertie en voie verte)
- Ligne de l'Ubaye (Ligne de Chorges à Barcelonnette, jamais achevée, restent un viaduc et des tunnels devenus routiers)
- Ligne de Carnoules à Gardanne (existante, non exploitée sauf train touristique de Carnoules à Brignoles)
- Ligne de Cavaillon à Saint-Maime - Dauphin (disparue au-delà d'Apt)
- Ligne de Chorges à Barcelonnette ligne inachevée
- Ligne de Forcalquier à Volx par Saint-Maime-Dauphin (disparue sauf viaduc devenu routier à Forcalquier)
- Ligne d'Orange à l'Isle - Fontaine-de-Vaucluse (partiellement déclassée, non exploitée sur la partie subsistante)
- Ligne de Saint-Auban à Digne (en cours d'aménagement en voie verte)
- Ligne de Salon à La Calade-Éguilles (Salon - Aix-en-Provence, disparue)
- Ligne d'Arles à Salon-de-Provence (ligne départementale (RDT13), disparue de Fontvieille à Meyrargues).
- Ligne d'Aubagne à La Barque (déclassée et déferrée de Valdonne - Peypin à La Barque - Fuveau et non exploitée sur la partie subsistante)
- Ligne Barbentane - Plan-d'Orgon (ligne départementale (RDT13), entièrement déferrée, progressivement reconvertie en voie verte)
- Ligne de La Ciotat-gare à La Ciotat-ville (ligne départementale (RDT13), transformée en « voie douce »)
- Ligne Pas-des-Lanciers - Martigues (ligne départementale (RDT13) existante jusqu'à La Mède, utilisée sur ce tronçon pour les produits pétroliers, déferrée au-delà)
- Ligne de Tarascon à Orgon (ligne départementale (RDT13), entièrement déferrée, progressivement renconvertie en voie verte)

### Voie métrique
- Ligne du littoral varois (ligne de Toulon à Saint-Raphaël par la côte, partiellement transformée en route ou en piste cyclable)
- Ligne Central-Var (ligne de Nice à Meyrargues par Draguignan, disparue)
- Réseau des Chemins de fer de Camargue